# Natação nos Jogos Pan-Americanos de 1999 - 200 m medley masculino
O evento dos 200 m medley masculino nos Jogos Pan-Americanos de 1999 foi realizado em Winnipeg, Canadá, em 7 de agosto de 1999. O último campeão dos Jogos Pan-Americanos foi  Curtis Myden, do Canadá.
Essa corrida consistiu em quatro voltas em quatro estilos em piscina olímpica.

## Resultados
Todos os tempos estão em minutos e segundos.
| CHAVE: | q | Mais rápidos não-classificados | Q | Classificados | GR | Recorde dos jogos | NR | Recorde nacional | PB | Melhor marca pessoal | SB | Melhor marca na temporada |

### Eliminatórias
A primeira fase foi realizada em 7 de agosto.
| Posição | Nome         | Nação              | Tempo   | Notas |
| ------- | ------------ | ------------------ | ------- | ----- |
| 1       | Joe Montague | USA Estados Unidos | 2:02.99 | Q     |
| 2       | -            | -                  | -       | Q     |
| 3       | -            | -                  | -       | Q     |
| 4       | Tony Kurth   | USA Estados Unidos | 2:05.31 | Q     |
| 5       | -            | -                  | -       | Q     |
| 6       | -            | -                  | -       | Q     |
| 7       | -            | -                  | -       | Q     |
| 8       | -            | -                  | -       | Q     |

### Final B
A final B foi realizada em 7 de agosto.
| Posição | Nome               | Nação                        | Tempo   | Notas |
| ------- | ------------------ | ---------------------------- | ------- | ----- |
| 9       | George Bovell      | TRI Trinidad e Tobago        | 2:08.08 |       |
| 10      | Jeremy Knowles     | BAH Bahamas                  | 2:09.78 |       |
| 11      | Gabriel Mangabeira | BRA Brasil                   | 2:09.90 |       |
| 12      | George Gleason     | ISV Ilhas Virgens Americanas | 2:10.13 |       |
| 13      | José López         | MEX México                   | 2:10.34 |       |
| 14      | Alejandro Dubreuil | PER Peru                     | 2:10.61 |       |
| 15      | Sebastian Thoret   | ECU Equador                  | 2:12.89 |       |
| 16      | Daniel Casey       | ECU Equador                  | 2:13.39 |       |

### Final A
A final A foi realizada em 7 de agosto.
| Posição           | Nome               | Nação              | Tempo   | Notas |
| ----------------- | ------------------ | ------------------ | ------- | ----- |
| Medalha de ouro   | Curtis Myden       | CAN Canadá         | 2:02.38 |       |
| Medalha de prata  | Joe Montague       | USA Estados Unidos | 2:03.08 |       |
| Medalha de bronze | Owen von Richter   | CAN Canadá         | 2:03.80 |       |
| 4                 | Stephan Baptista   | BRA Brasil         | 2:06.20 |       |
| 5                 | Tony Kurth         | USA Estados Unidos | 2:06.29 |       |
| 6                 | Javier Díaz        | MEX México         | 2:07.60 |       |
| 7                 | Alejandro Bermúdez | COL Colômbia       | 2:08.40 |       |
| 7                 | Stephen Fahy       | BER Bermudas       | 2:08.40 |       |